# Eröffnungsfeier der Olympischen Sommerspiele 2020

Logo der Olympischen Sommerspiele 2020 in Tokio

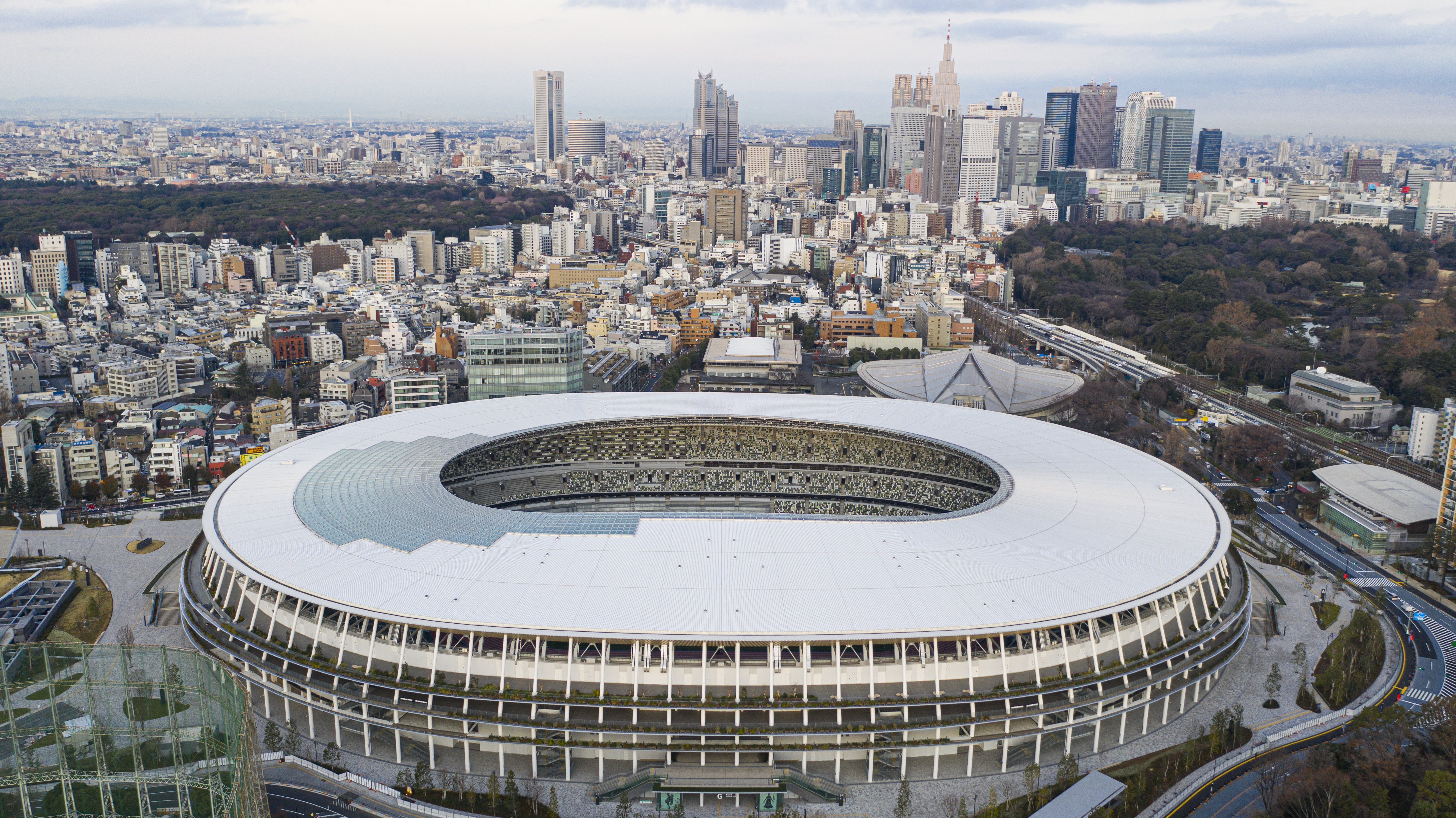
Austragungsort: Olympiastadion von Tokio im Januar 2020

Die Eröffnungsfeier der Olympischen Sommerspiele 2020 (japanisch: 2020年東京オリンピックの開会式) in Tokio fand am 23. Juli 2021 im Olympiastadion statt. Sie war die Eröffnung der XXXII. Olympischen Spiele der Neuzeit und spiegelt das Ende der Olympiade wider. Zusammen mit der Schlussfeier der Olympischen Sommerspiele 2020 bildet sie die zeitliche Umrahmung der Olympischen Sommerspiele.

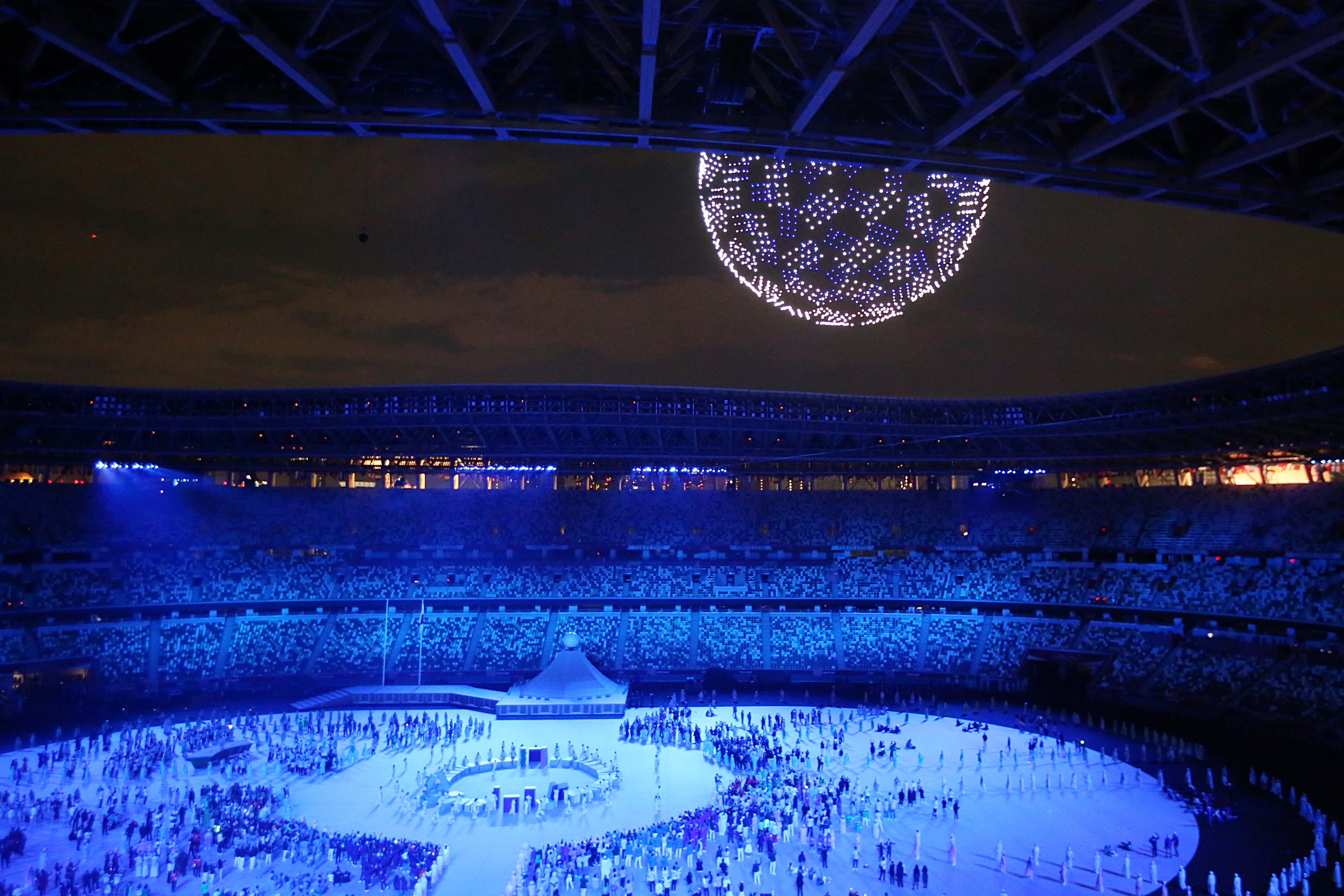
Szene aus der Eröffnungsfeier

 Die Veranstaltung wurde vom Internationalen Olympischen Komitee (IOC) durchgeführt.
United by Emotion (Vereint durch Emotionen) war das Thema der Show, welche unter dem Motto „Moving Forward“ (Vorwärts gehen) stand, was die Blickrichtung in die Zukunft richten sollte, in der die COVID-19-Pandemie besiegt werden wird. Die Veranstaltung und die Olympischen Spiele sollen den Menschen Hoffnung und Zuversicht im Kampf gegen die Pandemie vermitteln. Produziert wurde die Zeremonie von Takayuki Hioki, der von Marco Balich beraten wurde, dem Kopf der Eröffnungsfeier der Olympischen Winterspiele von Turin 2006. Der Architekt des Olympischen Feuerkessels war der in Kanada geborene japanische Designer Ōki Satō, der die Waseda University besuchte, derselben Universität die Yoshinori Sakai besuchte, der den Kessel der Olympischen Spiele 1964 entzündete, welche ebenfalls in Tokio stattfanden.

## Bedeutung
Hauptbestandteil der Zeremonie war das Entzünden der olympischen Flamme gegen Ende der Veranstaltung. Die ehemalige Weltranglistenführende im Tennis, Naomi Ōsaka, entzündete diese. Der Kessel der Flamme stellt den Vulkan Fuji dar, den höchsten Berg Japans.

## Zeitplan
Ursprünglich waren die Olympischen Spiele 2020 in Tokio vom 24. Juli bis zum 9. August 2020 vorgesehen. Da die Spiele aufgrund der weltweiten COVID-19-Pandemie um genau ein Jahr verschoben worden sind, fand die Eröffnungsfeier am 23. Juli 2021 um 20:00 Uhr Ortszeit (13:00 Uhr MESZ) statt.

## Keine Zuschauer
Aufgrund der COVID-19-Pandemie waren erstmals in der Geschichte der Olympischen Spiele keine Zuschauer zu den Wettkämpfen zugelassen. Dies galt auch für die Eröffnungsfeier.
Dennoch durften offizielle Gäste an der Zeremonie teilnehmen. Etwa 1000 aus 15 Nationen wohnten der Feier bei. Bei den Olympischen Sommerspielen von Rio de Janeiro 2016 waren Gäste aus 40 Nationen dabei.

## Ablauf

### Einmarsch der Nationen und Fahnenträger
Am 11. März 2020 wurde eine Regeländerung für Fahnenträger bekannt gegeben, die das IOC auf der Sitzung seiner Exekutive in Lausanne in der Schweiz beschloss. Von nun an dürfen bei Eröffnungsfeiern von Olympischen Spielen jeweils ein Starter und eine Starterin gemeinsam die Fahne ihrer Nation tragen. Es wurde zudem jedes der 206 Nationalen Olympischen Komitees dazu angehalten, mindestens eine Sportlerin und einen Sportler zu den Spielen von Tokio zu entsenden. Notfalls würden zu diesem Zweck zusätzliche Startplätze geschaffen.
Unmittelbar hinter Griechenland, dem das Flüchtlingsteam folgte, fand der Einmarsch der Nationen traditionell nach alphabetischer Reihenfolge der Sprache der Gastgebernation statt – in der Gojūon-Systematik der japanischen Katakana, basierend auf den Namen der Länder in japanischer Sprache (oder der Transliteration von ROC für das Team des Russischen Olympischen Komitees). Die Gastgeber gingen als letzte den Weg ins Olympiastadion. Neu ist, dass vor den Gastgebern (Japan) in Tokio die Ausrichter der folgenden beiden Spiele ins Stadion einliefen, zunächst war das die USA (Los Angeles 2028) gefolgt von Frankreich (Paris 2024).
Zur musikalischen Untermalung der Parade wurden diverse aus Japan stammende Videospiel-Soundtracks verwendet. Diese Auswahl beinhaltete Stücke aus Square Enix’ Dragon Quest, Final Fantasy, SaGa, Nier, Chrono Trigger und Kingdom Hearts, Bandai Namcos Tales-Serie, Soulcalibur und Ace Combat, Capcoms Monster Hunter, Konamis Pro Evolution Soccer und Gradius, und Sega Sammys Sonic the Hedgehog, sowie Beethovens Ode an die Freude (verwendet als Europahymne und Hymne der NATO) aus Sega Sammys Arcade-Rhythmusspiel Chunithm, das den sechsten Jahrestag seiner Veröffentlichung feierte.

### Ehrung
Der Wirtschaftswissenschaftler Muhammad Yunus aus Bangladesch wurde im Rahmen der Feierlichkeiten für seine Verdienste um Bildung, Entwicklung, Kultur und Sport mit dem neu geschaffenen Preis Olympic Laurel Award ausgezeichnet.

### Beginn der Spiele
Der Beginn der Spiele wurde durch Kaiser Naruhito erklärt.
Anschließend sangen Kinderchöre aus Fukushima und Tokio die olympische Hymne, ehe Pantomime-Darsteller die olympischen Sportarten in Form von Piktogrammen darstellten. Als nachfolgendes Programm wurde Kabuki aufgeführt, während Hiromi Uehara als Jazz-Pianistin die Vorführung musikalisch untermalte.
Als Schlusspunkt führten mehrere Menschengruppen in einem olympischen Fackellauf die olympische Fackel durch das Stadion zu Naomi Ōsaka, der die Ehre zuteilwurde, das olympische Feuer, dessen Sockel und Schale von Ōki Satō designt wurde und den Berg Fuji darstellt, zu entfachen.

## Olympischer Eid
Am 14. Juli 2021 wurde durch das IOC ein neuer olympischer Eid bekannt gegeben. Dieser wurde bei den Spielen von Tokio 2020 (23. Juli bis zum 8. August 2021) erstmals verwendet. Mit folgender weiterer Änderung soll ein Gleichgewicht der Geschlechter erreicht werden. Der Eid wird seit der Eröffnung der Spiele in Tokio von einem Athleten, einer Athletin, einem Trainer, einer Trainerin sowie einem Kampfrichter und einer Kampfrichterin gesprochen. Der neue Eid im Wortlaut:
„Im Namen der Athletinnen und Athleten“, „Im Namen aller Kampfrichterinnen und Kampfrichter“ oder „Im Namen aller Trainerinnen und Trainer und Offiziellen“. „Wir geloben, an diesen Olympischen Spielen teilzunehmen und die Regeln zu respektieren und einzuhalten, im Geiste des Fairplay, der Inklusion und der Gleichberechtigung. Gemeinsam stehen wir solidarisch und verpflichten uns zu einem Sport ohne Doping, ohne Betrug, ohne jegliche Form von Diskriminierung. Wir tun dies für die Ehre unserer Teams, in Respekt vor den Grundprinzipien des olympischen Geistes und um die Welt durch Sport zu einem besseren Ort zu machen.“

## Hintergrund
Japans ehemaliger Premierminister Yoshirō Mori wurde 2014 zum Präsidenten des Organisationskomitees der Olympischen Spiele in Tokio. Wegen skandalöser sexistischer Äußerungen seinerseits gegenüber Frauen trat er von diesem Posten am 12. Februar 2021 zurück. Mit der ehemaligen Eisschnellläuferin und Bahnradfahrerin Seiko Hashimoto übernahm eine Frau den Posten am 18. Februar 2021. Mit sieben Teilnahmen (viermal als Eisschnellläuferin und dreimal als Bahnradfahrerin) ist Hashimoto Japans Rekord-Olympionikin.
Kentarō Kobayashi, der Kreativdirektor der Eröffnungsfeier, wurde von seinen Aufgaben entbunden. Die Entscheidung wurde einen Tag vor der Eröffnung im Olympiastadion auf einer Pressekonferenz verkündet. Anlass ist ein wohl humoristisch gemeintes Stück, in dem sich Kobayashi im Jahr 1998 über den Holocaust lustig gemacht haben soll. OK-Geschäftsführer Toshirō Mutō teilte zudem mit, dass das gesamte Programm der Eröffnungsfeier in diesem Zusammenhang nochmals genau überprüft wird. Nur wenige Tage zuvor, am 19. Juli, gab der japanische Komponist für die Eröffnungsfeier, Keigo Oyamada (auch unter dem Namen Cornelius bekannt), aufgrund von Mobbing an behinderten Kindern während seiner Schulzeit, seinen Rücktritt bekannt.

## Sonstiges
Das olympische Fußballturnier startete bereits vor dem offiziellen Beginn der Spiele und somit vor der Eröffnungsfeier. Anders wäre es nicht möglich, sechs Spieltage abzuhalten und entsprechende Regenerationsphasen von wenigstens zwei Ruhetagen zwischen zwei Spielen für jede teilnehmende Mannschaft einzuhalten. Daher begannen die Spiele tatsächlich durch das Frauenturnier mit der Begegnung Großbritannien gegen Chile am 21. Juli 2021. Das Männerturnier startete am 22. Juli 2021 mit der Partie zwischen Ägypten und Spanien. Auch die Wettkämpfe im Softball (ab 21. Juli 2021), Bogenschießen und Rudern (jeweils ab 23. Juli 2021) haben vor der Eröffnungsfeier begonnen.